# Смола

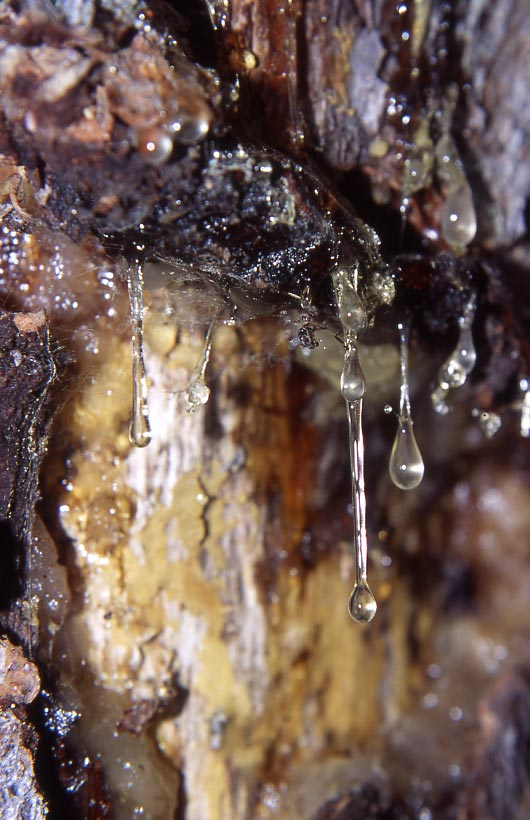
Смола сосни

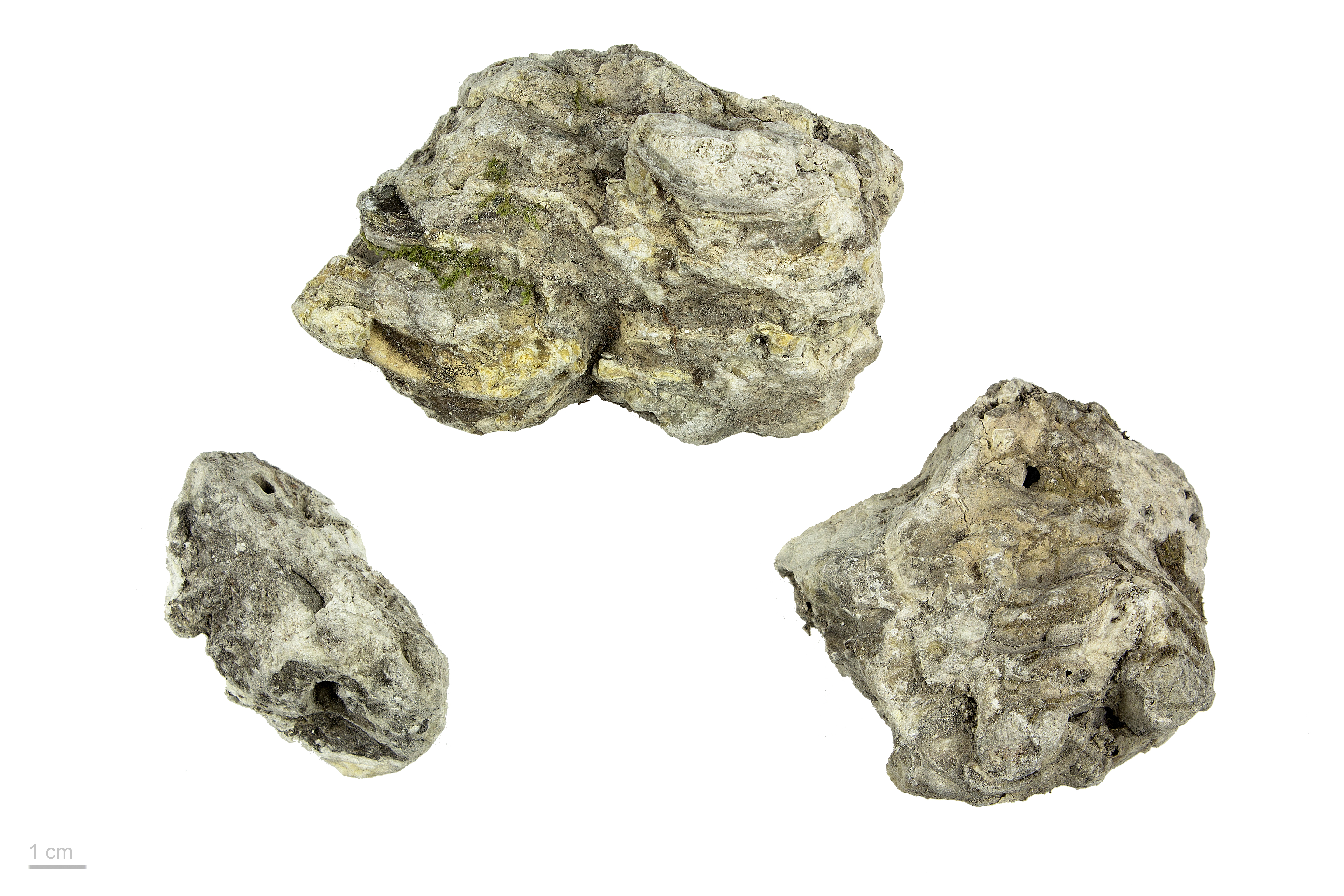
Protium Sp. — Тулузький музей

Смола́ — збірна назва аморфних речовин, що тверді при нормальних умовах, але при розм'якшенні або нагріванні втрачають форму.

## Загальний опис
Смоли мають схожість із восками, оскільки до їх складу входять естери, але воски належать до числа аліфатичних сполук, а смоли в основному складаються зі сполук циклічних, частина яких має ароматичний характер.
У складі смол розрізняють такі групи сполук: смоляні кислоти, одно- або багатоатомні спирти (резиноли), ефіри смоляних кислот і резинолів або одноатомних фенолів (таннолів), інертні вуглеводні (резени). Нерідко в рослинних смолах присутні також речовини вуглеводного характеру — камеді. Подібні смоли називаються смолокамедями.
Секреторні виділення вищих (головним чином хвойних) рослин і їхнє призначення полягає в тому, щоб служити пластиром у випадку поранення рослин, причому смоли виділяються у вигляді бальзамів, тобто в суміші з ефірними оліями. При витіканні бальзаму з пораненого дерева легколеткі ефірні олійки випаровуються, а на рослинах накопичуються напливи смол — майбутні конкреції смол у викопному вугіллі.
Елементний склад смол наступний (%): C — 79, H — 10, O — 11.
Рослинні смоли хімічно стійкіші, ніж жири і воски, але деякі з них здатні гідролізуватися, утворюючи ароматичні кислоти (бензойну, коричну) і спирти, наприклад бензиловий. Частина смол може окиснюватися й полімеризуватися й здобувати при цьому ще більшу стійкість.
Смоли-зв'язуючі — вуглеводневі сполуки, молекулярна маса яких займає проміжне положення між маслами та асфальтенами. Вони мають порівняно високу поверхневу активність. З підвищенням температури до 200—300 °C переходять в асфальтени. Смоли знижують температуру розм'якшення, підвищують пружність і сприяють термічній стійкості зв'язувальних.

## Природні смоли
Див. Смола (мінералогія)
Натуральні смоли — органічні речовини, які утворюються внаслідок фізіологічних процесів у рослинах; до с. н. належать каніфоль, бурштин, копал та ін.; використовують для виробництва лаків, у парфумерії та медицині.

## Синтетичні смоли
Синтетичні смоли — термореактивні оліго- або полімери, які твердіють, полімеризуючись під дією отверджувачів з утворенням нетопких і нерозчинних продуктів, здатні склеювати, апретувати волокнисті матеріали, бути герметиками, зв'язними пластмас тощо (наприклад, смоли епоксидні).

## Полімеризаційні смоли
Це полімери, які отримуються реакцією полімеризації переважно етиленових вуглеводнів або їх похідних. Приклад: поліетилен, поліпропілен, полістирол, полівінілхлорид, політетрафторетилен (тефлон, фторопласт), поліметилакрилат, поліметилметакрилат.